# Kanton Le Muy
Der Kanton Le Muy war von 1973 bis 2015 ein französischer Wahlkreis im Arrondissement Draguignan, im Département Var und in der Region Provence-Alpes-Côte d’Azur; sein Hauptort war Le Muy.
Der Kanton war 199,58 km² groß und hatte (2006) 26.986 Einwohner, was einer Bevölkerungsdichte von 135 Einwohnern pro km² entsprach. Er lag im Mittel 18 Meter über Normalnull, zwischen 0 Meter in Puget-sur-Argens und 561 Meter in Le Muy.

## Gemeinden
Der Kanton bestand aus drei Gemeinden:
| Gemeinde              | Einwohner Jahr | Fläche km² | Bevölkerungsdichte | Code INSEE | Postleitzahl |
| --------------------- | -------------- | ---------- | ------------------ | ---------- | ------------ |
| Le Muy                | 9.328 (2013)   | 66,58      | 140 Einw./km²      | 83086      | 83490        |
| Puget-sur-Argens      | 7.116 (2013)   | 26,9       | 265 Einw./km²      | 83099      | 83480        |
| Roquebrune-sur-Argens | 12.344 (2013)  | 106,1      | 116 Einw./km²      | 83107      | 83520        |